# 65 Leonis
65 Leonis, eller p4 Leonis, är en misstänkt variabel i stjärnbilden Lejonet.
65 Leonis har visuell magnitud +5,52 och varierar utan fastställd amplitud eller periodicitet. Den befinner sig på ett avstånd av ungefär 205 ljusår.